# Jardines del Hipódromo
Jardines del Hipódromo es un barrio de Montevideo más nuevo que Maroñas originalmente llamado Barrio Piria en honor a su fundador Francisco Piria nombre con el cual todavía es conocido por sus vecinos de forma coloquial. Fue loteado y rematado por Francisco Piria en 1926 todavía se conserva el casco de su estancia, donde funciona el Instituto de Ciegos.
Es posterior al barrio Perez Castellano fundado por el mismo Piria en 1908, al noroeste del barrio Villa Española, separado de esta por la avenida hoy Dámaso Antonio Larrañaga (ex Centenario).

## Información general
A mediados del siglo XIX, según pudo constatar el historiador Aníbal Barrios Pintos, las carreras de caballos llamadas "a la inglesa" se desarrollaban en el paraje denominado Azotea de Lima, en Piedras Blancas, próximo al lugar donde entonces se hallaba el saladero de Legrís. Hoy una calle denominada Azotea de Lima recuerda allí mismo, en Piedras Blancas, el lugar donde se desarrollaron las primeras carreras hípicas donde la gente de alto poder adquisitivo, mayormente del barrio Prado), se juntaban hacer sus apuestas.
El espectáculo de las carreras de caballo, cuyo empresario era un brasileño de nombre Joaquín Pereira Lima, de ahí el topónimo Azotea de Lima que todavía se conserva, convocaba gran cantidad de público según los testimonios de la época. Corrían excelentes caballos traídos de San Pablo (Brasil) y el evento tenía una particularidad después desaparecida definitivamente: las personas del público podían participar alquilando caballos y corriendo por la pista durante los intervalos.
En 1867 se inauguró el Nuevo Circo para carreras nacionales construido por una sociedad hípica recién creada, en las proximidades de Maroñas. Allí fue trasladado el palco de la Azotea de Lima. Pero en 1874 se inauguró un nuevo circo. Este hipódromo, originariamente denominado Circo Ituzaingó, fue el origen del que hoy conocemos como Hipódromo de Maroñas.
La fundación del Jockey Club y la creación del Pueblo Ituzaingó, creado por los socios del Jockey en 1888, dieron un impulso definitivo a la actividad turfística en Montevideo. Precisamente los iniciadores del Jockey Club quisieron que los trabajadores vinculados a la actividad turfística pudieran vivir concentrados en un barrio de las adyacencias del Hipódromo.
En 1957 se inauguró el Estadio Jardines del Hipódromo, sede del Danubio Fútbol Club.